# Mula B
Mula B, pseudonimo di Hicham Hendrik Mulasi Gieskes (L'Aia, 18 maggio 1991), è un rapper olandese di origini marocchine e congolesi.

## Biografia
Comincia a rappare nel 2009, ma diviene noto nel 2016, con la pubblicazione del mixtape Drugs & Geld Vol. 1 realizzato insieme a Louis. Il suo primo album in studio, 8-9-17, viene reso disponibile il 19 maggio 2017, e raggiunge il nono posto nella classifica olandese. Nell'aprile 2018 è la volta del secondo album, Meesterplusser, caratterizzato dalla presenza di rapper come 3robi, Sevn Alias, Bartofso e LouiVos. Viene anche realizzato un documentario riguardante il disco.
Il suo terzo album, dal titolo Prix d'Ami, esce il 25 febbraio 2022, e contiene le collaborazioni di Jonna Fraser, Dopebwoy, Sevn Alias, Emms, Ashafar, Cor e Qlas & Blacka. L'8 dicembre 2023 pubblica invece il suo quarto album Narcopop.

## Discografia

### Album in studio
- 2017 – 8-9-17
- 2018 – Meesterplusser
- 2022 – Prix d'Ami
- 2023 – Narcopop

### Mixtape
- 2016 – Drugs & Geld Vol. 1 (con Luis)